# Pheidole blumenauensis
Pheidole blumenauensis är en myrart som beskrevs av Kempf 1964. Pheidole blumenauensis ingår i släktet Pheidole och familjen myror. Inga underarter finns listade i Catalogue of Life.